# 霧氷 (曲)
「霧氷」（むひょう）は、1966年10月5日に日本ビクター（現：JVCケンウッド）の音楽レコード事業部のビクターレコード（現：JVCケンウッド・ビクターエンタテインメント）より発売された橋幸夫の84枚目シングル。

## 概要
- 本楽曲で橋は第8回日本レコード大賞を受賞。橋は1962年にも「いつでも夢を」で第4回日本レコード大賞を受賞しているため、同賞を2度受賞をした初の歌手となった[2]。また、同年の第17回NHK紅白歌合戦でも本楽曲が歌唱された。
- 本楽曲は、橋の師匠であり、かつ楽曲のメインライターでもあった吉田正により1964年頃から橋に提供されていた『恋をするなら』や『チェッ・チェッ・チェッ -涙にさよならを-』などといったリズム歌謡路線と一線を画す形で、宮川哲夫と利根一郎のコンビにより、一転して切ない男女の別れを歌い上げるムード歌謡的曲調で制作された曲である。
- 1968年時点での累計売上は105万枚[3]。
- この年に橋は11枚のシングルをリリースし、宮川・利根による楽曲では、1月に「雨の中の二人」、6月に「汐風の中の二人」と「二人シリーズ」で、また佐伯・吉田による楽曲としては吉永とのデュエットで4月に「夢みる港」、6月にはリズム歌謡「恋と涙の太陽（アメリアッチ）」とヒット作を出していた。上記の実績が買われ、10月に発売され、それなりにヒットした本楽曲が第8回日本レコード大賞を受賞した。
- なお、2回目となる日本レコード大賞を受賞したことを記念して、翌年3月、ビクターレコードよりLP盤2枚組のベストアルバム『黄金の声』（『潮来笠』から『霧氷』まで）が発売された（JV-229-S、JV-230-S）[4]。
- 大賞受賞コンビとなった宮川と利根は、この後も橋に「夜は恋する」（1967年、SV-527）、「恋はせつなく」（1968年、SV-723）を提供し、ヒット賞を獲得。このコンビで橋に提供した楽曲はすべてヒット賞を獲得していたが、宮川の早過ぎる死で途切れた。

## 収録曲
1. 霧氷（SV-471）
作詞：宮川哲夫、作曲：利根一郎、編曲：一ノ瀬義孝
2. 星にきいてみる
作詞：宮川哲夫、作曲：利根一郎、編曲：寺岡真三

### 価格
- シングル盤レコードの発売当時は330円。

## 収録アルバム
- 『橋幸夫ベストヒット』（2015年7月10日）BHST153
- 『橋幸夫　ザ・ベスト』（2012年7月25日） VICL-63901
- 『橋幸夫ベスト～盆ダンス～』（2005年11月23日）VICL-61820
- 『橋幸夫スーパーベスト』（2005年11月11日）ASB-1018
- 『橋幸夫全曲集 』（2003年11月26日）VICL-61251
- 『橋幸夫 全曲集』（2001年10月24日）VICL-60812
- 『橋幸夫が選んだ橋幸夫ベスト40曲』（2000年10月4日）VICL-60641～2
………その他